# Contea di Wuzhi
La contea di Wuzhi (武陟县S, Wǔzhì XiànP) è una contea della Cina, situata nella provincia di Henan e amministrata dalla prefettura di Jiaozuo.